# TJ Tatran Rousínov
TJ Tatran Rousínov (celým názvem: Tělovýchovná jednota Tatran Rousínov) je český fotbalový klub, který sídlí v Rousínově v Jihomoravském kraji. Založen byl roku 1930. Klubovými barvami jsou zelená a bílá. Od sezony 2010/11 hraje Přebor Jihomoravského kraje (5. nejvyšší soutěž).
K největším úspěchům oddílu patří účast ve 3. nejvyšší soutěži (prve 1946/47, naposled 1960/61).
Na konci 50. let 20. století zde hrál mj. Bohumil Píšek, trénoval zde např. Josef Mazura (1998/99).

## Historické názvy
- 1930 – SK Rousínov (Sportovní klub Rousínov)
- 1949 – JTO Sokol Rousínov (Jednotná tělovýchovná organisace Sokol Rousínov)
- 1953 – DSO Tatran Rousínov (Dobrovolná sportovní organisace Tatran Rousínov)
- 1958 – TJ Tatran UP Rousínov (Tělovýchovná jednota Umělecký průmysl Rousínov)[7][8]
- 199? – TJ Rousínov (Tělovýchovná jednota Rousínov)
- 199? – TJ Framoz Rousínov (Tělovýchovná jednota Framoz Rousínov)[9][10]
- 2013 – TJ Tatran Rousínov (Tělovýchovná jednota Tatran Rousínov)[11]

## Začátky kopané v Rousínově
První zmínka se v historických záznamech objevila v roce 1911, kdy se konala Krajinská, živnostensko-průmyslová a hospodářská výstava v Novém Rousínově. Na této výstavě 20. srpna 1911 předvedl sportovní brněnský klub Moravská Slavia na výstavním cvičišti propagační hru „kopané“.
Začátky organizované kopané v Rousínově sahají do roku 1922, kdy byl ve Slavíkovicích založen Sportovní klub Slavíkovice společně s Novým Rousínovem. Za první rok trvání sehrálo toto fotbalové mužstvo 23 zápasy, z toho 17 vítězných, dva nerozhodné a čtyři prohrané.
V lednu 1926 rousínovští sportovci ze slavíkovického klubu vystoupili. Kopaná však získávala na popularitě a stále více mladých příznivců prohánělo míč po hřišti. Zlomovým rokem pro rousínovskou kopanou se stal rok 1930, kdy byl založen a zaregistrován Sportovní klub Rousínov. Klub se stal
členem Bradovy Západomoravské župy footballové (BZMŽF), kde zahájil ve III. třídě.
Třicátá léta byla dobou hospodářské krize, přesto si hráči sami museli z velmi nízkých výdělků pořizovat fotbalovou výstroj, kupovat míče a platit si cestovné. Z úsporných důvodů chodili na zápasy do menších vzdáleností pěšky nebo jezdili na kolech. Zápasy se hrály vždy v jiných městech a obcích, protože rousínovský klub ještě neměl vlastní hřiště. V Rousínově bylo hřiště vybudováno v roce 1932 především z finančních půjček a darů. Bylo umístěno na najatých pozemcích soukromníků ve Staré cihelně.
První zápasy, které hráli již jako zaregistrovaní hráči, se konaly v Újezdě, kde rousínovští vyhráli 11:1, a v Ivanovicích na Hané, které porazili 4:2. V Újezdě byla sportovcům z Rousínova poskytnuta šatna v sále hostince, což byl v té době velký přepych. Jinak se hráči převlékali u hřiště a šatstvo vždy někdo hlídal, umývali se v potoce nebo u studny.
V roce 1934 se v Rousínově konal turnaj o Pohár výstavních trhů, vítězem se stal domácí klub. O tři roky později uspořádali rousínovští fotbalisté společně se Slavíkovicemi zájezd do Vídně, kde kombinované družstvo vybojovalo dva zápasy s SC Möllersdorf. První zápas skončil nerozhodně 3:3, v druhém zápase zvítězili rousínovští 2:1. Na podzim zavítal SC Möllersdorf do Rousínova a v odvetném zápase na hřišti ve Slavíkovicích byl slavně poražen 8:1. Toto utkání řídila poprvé v historii naší kopané žena – slečna Edith Klinerová z Vídně. V roce 1937 byl v Rousínově opět uspořádán pohárový turnaj výstavních trhů, jehož vítězem se stal SK Rousínov.
Už v roce 1936 hledal rousínovský klub marně zdroj příjmů, aby mohl zaplatit nájemné z hřiště. Protože však potřebné finance nezískal, byly mu v roce 1937 užívané pozemky rozorány. Další zápasy se hrály ve Slavíkovicích. Do začátku okupace se krize v rousínovské kopané ještě více
prohloubila.

## Zázemí klubu
Fotbalové hřiště je v Rousínově od roku 1932. Kapacita fotbalového stadionu je 2 500 diváků, z toho je 500 míst k sezení. Rozměry hrací plochy jsou 106x65 metrů. K dispozici je také rousínovská sportovní hala.

## Umístění v jednotlivých sezonách
Stručný přehled
Zdroj: 
- 1934–1935: II. třída BZMŽF – IV. okrsek
- 1935–1936: II. třída BZMŽF – II. okrsek
- 1936–1937: II. třída BZMŽF – V. okrsek
- 1945–1946: I. B třída BZMŽF – I. okrsek
- 1946–1947: I. A třída BZMŽF – II. okrsek
- 1947–1948: I. B třída BZMŽF – III. okrsek
- 1957–1958: I. B třída
- 1958–1959: I. A třída
- 1959–1960: Oblastní soutěž – sk. D
- 1960–1961: Jihomoravský krajský přebor
- 1965–1966: I. B třída Jihomoravské oblasti – sk. D
- 1984–1985: Jihomoravská krajská soutěž I. třídy – sk. C
- 1991–2001: Jihomoravský župní přebor
- 2001–2002: Divize D
- 2002–2003: Přebor Jihomoravského kraje
- 2003–2010: Divize D
- 2010– : Přebor Jihomoravského kraje

Jednotlivé ročníky
Zdroj: 
Legenda: Z – zápasy, V – výhry, R – remízy, P – porážky, VG – vstřelené góly, OG – obdržené góly, +/− – rozdíl skóre, B – body, červené podbarvení – sestup, zelené podbarvení – postup, fialové podbarvení – reorganizace, změna skupiny či soutěže
| Československo (1934 – 1939)             |                                                             |                                                             |                                                             |                                                             |                                                             |                                                             |                                                             |                                                             |                                                             |                                                             |                                                             |
| Sezóny                                   | Liga                                                        | Úroveň                                                      | Z                                                           | V                                                           | R                                                           | P                                                           | VG                                                          | OG                                                          | +/−                                                         | B                                                           | Pozice                                                      |
| 1934/35                                  | II. třída BZMŽF – IV. okrsek                                | 5                                                           | 18                                                          | 3                                                           | 4                                                           | 11                                                          | 21                                                          | 51                                                          | −30                                                         | 10                                                          | 7.                                                          |
| 1935/36                                  | II. třída BZMŽF – II. okrsek                                | 5                                                           | 16                                                          | 5                                                           | 5                                                           | 6                                                           | 34                                                          | 39                                                          | −5                                                          | 15                                                          | 5.                                                          |
| 1936/37                                  | II. třída BZMŽF – V. okrsek                                 | 5                                                           | 16                                                          | 5                                                           | 2                                                           | 9                                                           | 30                                                          | 50                                                          | −20                                                         | 12                                                          | 7.                                                          |
| ...                                      |                                                             |                                                             |                                                             |                                                             |                                                             |                                                             |                                                             |                                                             |                                                             |                                                             |                                                             |
| Protektorát Čechy a Morava (1939 – 1945) |                                                             |                                                             |                                                             |                                                             |                                                             |                                                             |                                                             |                                                             |                                                             |                                                             |                                                             |
| Sezóny                                   | Liga                                                        | Úroveň                                                      | Z                                                           | V                                                           | R                                                           | P                                                           | VG                                                          | OG                                                          | +/−                                                         | B                                                           | Pozice                                                      |
| ...                                      |                                                             |                                                             |                                                             |                                                             |                                                             |                                                             |                                                             |                                                             |                                                             |                                                             |                                                             |
| 1944/45                                  | Končila druhá světová válka, pravidelné soutěže se nehrály. | Končila druhá světová válka, pravidelné soutěže se nehrály. | Končila druhá světová válka, pravidelné soutěže se nehrály. | Končila druhá světová válka, pravidelné soutěže se nehrály. | Končila druhá světová válka, pravidelné soutěže se nehrály. | Končila druhá světová válka, pravidelné soutěže se nehrály. | Končila druhá světová válka, pravidelné soutěže se nehrály. | Končila druhá světová válka, pravidelné soutěže se nehrály. | Končila druhá světová válka, pravidelné soutěže se nehrály. | Končila druhá světová válka, pravidelné soutěže se nehrály. | Končila druhá světová válka, pravidelné soutěže se nehrály. |
| Československo (1945 – 1993)             |                                                             |                                                             |                                                             |                                                             |                                                             |                                                             |                                                             |                                                             |                                                             |                                                             |                                                             |
| Sezóny                                   | Liga                                                        | Úroveň                                                      | Z                                                           | V                                                           | R                                                           | P                                                           | VG                                                          | OG                                                          | +/−                                                         | B                                                           | Pozice                                                      |
| 1945/46                                  | I. B třída BZMŽF – I. okrsek                                | 4                                                           | 28                                                          | 20                                                          | 1                                                           | 7                                                           | 97                                                          | 49                                                          | +48                                                         | 41                                                          | 3.                                                          |
| 1946/47                                  | I. A třída BZMŽF – II. okrsek                               | 3                                                           | 20                                                          | 2                                                           | 2                                                           | 16                                                          | 32                                                          | 95                                                          | −63                                                         | 6                                                           | 12.                                                         |
| 1947/48                                  | I. B třída BZMŽF – III. okrsek                              | 4                                                           | 24                                                          | ...                                                         | ...                                                         | ...                                                         | ...                                                         | ...                                                         | ...                                                         |                                                             |                                                             |
| ...                                      |                                                             |                                                             |                                                             |                                                             |                                                             |                                                             |                                                             |                                                             |                                                             |                                                             |                                                             |
| 1957/58                                  | I. B třída                                                  | 5                                                           | 33                                                          | 27                                                          | 4                                                           | 2                                                           | 152                                                         | 47                                                          | +105                                                        | 58                                                          | 1.                                                          |
| 1958/59                                  | I. A třída                                                  | 4                                                           | 22                                                          | ...                                                         | ...                                                         | ...                                                         | ...                                                         | ...                                                         | ...                                                         | ...                                                         | 2.                                                          |
| 1959/60                                  | Oblastní soutěž – sk. D                                     | 3                                                           | 28                                                          | 2                                                           | 4                                                           | 22                                                          | 29                                                          | 87                                                          | −58                                                         | 8                                                           | 15.                                                         |
| 1960/61                                  | Jihomoravský krajský přebor                                 | 3                                                           | 26                                                          | 4                                                           | 5                                                           | 17                                                          | 27                                                          | 75                                                          | −48                                                         | 13                                                          | 14.                                                         |
| ...                                      |                                                             |                                                             |                                                             |                                                             |                                                             |                                                             |                                                             |                                                             |                                                             |                                                             |                                                             |
| 1965/66                                  | I. B třída Jihomoravské oblasti – sk. D                     | 6                                                           | 22                                                          | ...                                                         | ...                                                         | ...                                                         | ...                                                         | ...                                                         | ...                                                         |                                                             |                                                             |
| ...                                      |                                                             |                                                             |                                                             |                                                             |                                                             |                                                             |                                                             |                                                             |                                                             |                                                             |                                                             |
| 1984/85                                  | Jihomoravská krajská soutěž I. třídy – sk. C                | 6                                                           | 30                                                          | 10                                                          | 8                                                           | 12                                                          | 46                                                          | 50                                                          | −4                                                          | 28                                                          | 8.                                                          |
| ...                                      |                                                             |                                                             |                                                             |                                                             |                                                             |                                                             |                                                             |                                                             |                                                             |                                                             |                                                             |
| 1991/92                                  | Jihomoravský župní přebor                                   | 5                                                           | 26                                                          | 9                                                           | 7                                                           | 10                                                          | 44                                                          | 41                                                          | +3                                                          | 25                                                          | 11.                                                         |
| 1992/93                                  | Jihomoravský župní přebor                                   | 5                                                           | 26                                                          | 9                                                           | 6                                                           | 11                                                          | 31                                                          | 39                                                          | −8                                                          | 24                                                          | 10.                                                         |
| Česko (1993 – )                          |                                                             |                                                             |                                                             |                                                             |                                                             |                                                             |                                                             |                                                             |                                                             |                                                             |                                                             |
| Sezóna                                   | Liga                                                        | Úroveň                                                      | Z                                                           | V                                                           | R                                                           | P                                                           | VG                                                          | OG                                                          | +/−                                                         | B                                                           | Pozice                                                      |
| 1993/94                                  | Jihomoravský župní přebor                                   | 5                                                           | 30                                                          | 11                                                          | 9                                                           | 10                                                          | 43                                                          | 44                                                          | −1                                                          | 31                                                          | 8.                                                          |
| 1994/95                                  | Jihomoravský župní přebor                                   | 5                                                           | 30                                                          | 10                                                          | 4                                                           | 16                                                          | 41                                                          | 58                                                          | −17                                                         | 34                                                          | 13.                                                         |
| 1995/96                                  | Jihomoravský župní přebor                                   | 5                                                           | 30                                                          | 17                                                          | 3                                                           | 10                                                          | 53                                                          | 39                                                          | +14                                                         | 54                                                          | 2.                                                          |
| 1996/97                                  | Jihomoravský župní přebor                                   | 5                                                           | 30                                                          | 14                                                          | 4                                                           | 12                                                          | 49                                                          | 46                                                          | +3                                                          | 46                                                          | 6.                                                          |
| 1997/98                                  | Jihomoravský župní přebor                                   | 5                                                           | 30                                                          | 12                                                          | 11                                                          | 7                                                           | 51                                                          | 42                                                          | +9                                                          | 47                                                          | 6.                                                          |
| 1998/99                                  | Jihomoravský župní přebor                                   | 5                                                           | 30                                                          | 12                                                          | 7                                                           | 11                                                          | 44                                                          | 40                                                          | +4                                                          | 43                                                          | 6.                                                          |
| 1999/00                                  | Jihomoravský župní přebor                                   | 5                                                           | 30                                                          | 13                                                          | 5                                                           | 12                                                          | 53                                                          | 43                                                          | +10                                                         | 44                                                          | 5.                                                          |
| 2000/01                                  | Jihomoravský župní přebor                                   | 5                                                           | 30                                                          | 16                                                          | 6                                                           | 8                                                           | 62                                                          | 46                                                          | +16                                                         | 54                                                          | 2.                                                          |
| 2001/02                                  | Divize D                                                    | 4                                                           | 30                                                          | 4                                                           | 7                                                           | 19                                                          | 25                                                          | 71                                                          | −46                                                         | 19                                                          | 16.                                                         |
| 2002/03                                  | Přebor Jihomoravského kraje                                 | 5                                                           | 30                                                          | 17                                                          | 8                                                           | 5                                                           | 64                                                          | 38                                                          | +26                                                         | 59                                                          | 1.                                                          |
| 2003/04                                  | Divize D                                                    | 4                                                           | 30                                                          | 11                                                          | 6                                                           | 13                                                          | 40                                                          | 47                                                          | −7                                                          | 39                                                          | 9.                                                          |
| 2004/05                                  | Divize D                                                    | 4                                                           | 30                                                          | 10                                                          | 6                                                           | 14                                                          | 38                                                          | 64                                                          | v26                                                         | 36                                                          | 12.                                                         |
| 2005/06                                  | Divize D                                                    | 4                                                           | 30                                                          | 9                                                           | 11                                                          | 10                                                          | 40                                                          | 36                                                          | +4                                                          | 38                                                          | 12.                                                         |
| 2006/07                                  | Divize D                                                    | 4                                                           | 30                                                          | 16                                                          | 5                                                           | 9                                                           | 42                                                          | 28                                                          | +14                                                         | 53                                                          | 3.                                                          |
| 2007/08                                  | Divize D                                                    | 4                                                           | 30                                                          | 10                                                          | 8                                                           | 12                                                          | 40                                                          | 48                                                          | −8                                                          | 38                                                          | 11.                                                         |
| 2008/09                                  | Divize D                                                    | 4                                                           | 30                                                          | 10                                                          | 5                                                           | 15                                                          | 33                                                          | 39                                                          | −6                                                          | 35                                                          | 11.                                                         |
| 2009/10                                  | Divize D                                                    | 4                                                           | 28                                                          | 6                                                           | 11                                                          | 11                                                          | 30                                                          | 42                                                          | −12                                                         | 29                                                          | 14.                                                         |
| 2010/11                                  | Přebor Jihomoravského kraje                                 | 5                                                           | 30                                                          | 10                                                          | 9                                                           | 11                                                          | 45                                                          | 35                                                          | +10                                                         | 39                                                          | 11.                                                         |
| 2011/12                                  | Přebor Jihomoravského kraje                                 | 5                                                           | 30                                                          | 14                                                          | 6                                                           | 10                                                          | 45                                                          | 33                                                          | +12                                                         | 48                                                          | 7.                                                          |
| 2012/13                                  | Přebor Jihomoravského kraje                                 | 5                                                           | 30                                                          | 15                                                          | 7                                                           | 8                                                           | 68                                                          | 45                                                          | +23                                                         | 52                                                          | 4.                                                          |
| 2013/14                                  | Přebor Jihomoravského kraje                                 | 5                                                           | 30                                                          | 15                                                          | 2                                                           | 13                                                          | 68                                                          | 60                                                          | +8                                                          | 47                                                          | 6.                                                          |
| 2014/15                                  | Přebor Jihomoravského kraje                                 | 5                                                           | 30                                                          | 14                                                          | 2                                                           | 14                                                          | 53                                                          | 54                                                          | −1                                                          | 44                                                          | 8.                                                          |
| 2015/16                                  | Přebor Jihomoravského kraje                                 | 5                                                           | 32                                                          | 14                                                          | 6                                                           | 12                                                          | 57                                                          | 51                                                          | +6                                                          | 48                                                          | 9.                                                          |
| 2016/17                                  | Přebor Jihomoravského kraje                                 | 5                                                           | 30                                                          | 13                                                          | 5                                                           | 12                                                          | 52                                                          | 50                                                          | +2                                                          | 44                                                          | 8.                                                          |
| 2017/18                                  | Přebor Jihomoravského kraje                                 | 5                                                           | 30                                                          | 10                                                          | 2                                                           | 18                                                          | 49                                                          | 73                                                          | −24                                                         | 32                                                          | 11.                                                         |
| 2018/19                                  | Přebor Jihomoravského kraje                                 | 5                                                           | 30                                                          | 15                                                          | 4                                                           | 11                                                          | 69                                                          | 46                                                          | +23                                                         | 49                                                          | 8.                                                          |
| 2019/20                                  | Přebor Jihomoravského kraje                                 | 5                                                           | 15                                                          | 3                                                           | 3                                                           | 9                                                           | 15                                                          | 34                                                          | -19                                                         | 12                                                          | 14.                                                         |
| 2020/21                                  | Přebor Jihomoravského kraje                                 | 5                                                           | 10                                                          | 3                                                           | 2                                                           | 5                                                           | 13                                                          | 14                                                          | -1                                                          | 11                                                          | 11.                                                         |
| 2021/22                                  | Přebor Jihomoravského kraje                                 | 5                                                           | 30                                                          | 17                                                          | 6                                                           | 7                                                           | 61                                                          | 43                                                          | +18                                                         | 57                                                          | 4.                                                          |
| 2022/23                                  | Přebor Jihomoravského kraje                                 | 5                                                           | 30                                                          | 10                                                          | 7                                                           | 13                                                          | 50                                                          | 51                                                          | -1                                                          | 37                                                          | 10.                                                         |
| 2023/24                                  | Přebor Jihomoravského kraje                                 | 5                                                           | 30                                                          | 15                                                          | 3                                                           | 12                                                          | 58                                                          | 34                                                          | +24                                                         | 48                                                          | 6.                                                          |
| 2024/25                                  | Přebor Jihomoravského kraje                                 | 5                                                           | 30                                                          |                                                             |                                                             |                                                             |                                                             |                                                             |                                                             | '                                                           | .                                                           |

Poznámky:
- 1957/58: Tento ročník byl hrán tříkolově (jaro 1957, podzim 1957 a jaro 1958) z důvodu přechodu zpět na hrací systém podzim – jaro od sezony 1958/59. V období 1949 – 1956 se hrálo systémem jaro – podzim dle sovětského vzoru.[24]
- 1959/60: Po sezoně proběhla reorganizace nižších soutěží. Rousínov tak byl uchráněn sestupu, přestože skončil v patnáctičlenné skupině D na posledním místě.[25]
- 2000/01: Postoupilo taktéž vítězné mužstvo FK Drnovice „B“.

## TJ Tatran Rousínov „B“
TJ Tatran Rousínov „B“ je rezervním týmem Rousínova, jehož největším úspěchem byla účast v I. B třídě Jihomoravského kraje – sk. A.

### Umístění v jednotlivých sezonách
Stručný přehled
Zdroj: 
- 2003–2008: Okresní přebor Vyškovska
- 2008–2016: I. B třída Jihomoravského kraje – sk. A
- 2016– : Okresní přebor Vyškovska

Jednotlivé ročníky
Zdroj: 
Legenda: Z – zápasy, V – výhry, R – remízy, P – porážky, VG – vstřelené góly, OG – obdržené góly, +/− – rozdíl skóre, B – body, červené podbarvení – sestup, zelené podbarvení – postup, fialové podbarvení – reorganizace, změna skupiny či soutěže
| Česko (2003 – ) |                                         |        |    |    |    |    |    |     |     |    |        |
| Sezóny          | Liga                                    | Úroveň | Z  | V  | R  | P  | VG | OG  | +/- | B  | Pozice |
| 2003/04         | Okresní přebor Vyškovska                | 8      | 26 | 11 | 5  | 10 | 57 | 45  | +12 | 38 | 5.     |
| 2004/05         | Okresní přebor Vyškovska                | 8      | 26 | 10 | 10 | 6  | 66 | 49  | +17 | 40 | 5.     |
| 2005/06         | Okresní přebor Vyškovska                | 8      | 26 | 11 | 3  | 12 | 40 | 49  | −9  | 36 | 8.     |
| 2006/07         | Okresní přebor Vyškovska                | 8      | 26 | 10 | 8  | 8  | 42 | 40  | +2  | 38 | 7.     |
| 2007/08         | Okresní přebor Vyškovska                | 8      | 26 | 17 | 5  | 4  | 56 | 34  | +22 | 56 | 1.     |
| 2008/09         | I. B třída Jihomoravského kraje – sk. A | 7      | 26 | 9  | 6  | 11 | 45 | 47  | −2  | 33 | 11.    |
| 2009/10         | I. B třída Jihomoravského kraje – sk. A | 7      | 26 | 8  | 8  | 10 | 38 | 53  | −15 | 32 | 10.    |
| 2010/11         | I. B třída Jihomoravského kraje – sk. A | 7      | 26 | 8  | 6  | 12 | 35 | 37  | −2  | 30 | 11.    |
| 2011/12         | I. B třída Jihomoravského kraje – sk. A | 7      | 26 | 11 | 6  | 9  | 35 | 32  | +3  | 39 | 5.     |
| 2012/13         | I. B třída Jihomoravského kraje – sk. A | 7      | 26 | 11 | 5  | 10 | 49 | 41  | +8  | 38 | 5.     |
| 2013/14         | I. B třída Jihomoravského kraje – sk. A | 7      | 26 | 10 | 2  | 14 | 52 | 60  | −8  | 32 | 9.     |
| 2014/15         | I. B třída Jihomoravského kraje – sk. A | 7      | 26 | 8  | 4  | 14 | 37 | 62  | −25 | 28 | 11.    |
| 2015/16         | I. B třída Jihomoravského kraje – sk. A | 7      | 26 | 2  | 4  | 20 | 29 | 104 | −75 | 10 | 14.    |
| 2016/17         | Okresní přebor Vyškovska                | 8      | 26 | 10 | 6  | 10 | 59 | 45  | +14 | 36 | 6.     |
| 2017/18         | Okresní přebor Vyškovska                | 8      | 26 | 13 | 6  | 7  | 60 | 41  | +19 | 45 | 3.     |
| 2018/19         | Okresní přebor Vyškovska                | 8      | 26 | 11 | 3  | 12 | 70 | 77  | −7  | 36 | 6.     |
| 2019/20         | Okresní přebor Vyškovska                | 8      |    |    |    |    |    |     |     |    |        |